# Uri Caine
Uri Caine (Filadelfia, 8 giugno 1956) è un compositore, pianista jazz statunitense.
Molto note e di successo le sue rivisitazioni di Mahler, Schumann e Bach, ma anche le sue collaborazioni e partecipazioni in ambito jazz.

## Biografia
Cresciuto in una famiglia di intellettuali ed educato alla musica fin da bambino, studia pianoforte con il pianista francese Bernard Pfeiffer e si diploma alla University of Pennsylvania. In seguito studia composizione con George Rochberg e George Crumb.

Nel 1992 incide il suo primo disco Sphere Music con il clarinettista Don Byron: l'album rispecchia a pieno le influenze dei due, dal jazz alla classica passando per la klezmer.
Alla fine degli anni novanta la critica internazionale comincia ad apprezzarlo e una grossa mano gli viene dal lavoro che svolge come pianista nel gruppo del trombettista Dave Douglas.
L'incarico di direttore musicale della Biennale di Venezia nel 2003 aumenta ulteriormente la popolarità dell'artista in Italia.
In questo periodo prende avvio una intensa collaborazione con Paolo Fresu, che si protrae ancor oggi.
Nel 2007 è direttore artistico di Bergamo Jazz.
Nel febbraio 2008 è ospite alla cerimonia di consegna degli Italian Jazz Awards al Teatro della Tosse di Genova.
Tra il 2005 e il 2009 collabora con Tempo Reale, il centro di ricerca e produzione musicale fondato da Luciano Berio, per la realizzazione di un omaggio al grande compositore italiano (Berio project) che, insieme ai musicisti del centro, viene realizzato a Ravenna, Roma, Vienna, Firenze e Monfalcone.
Nel progetto postumo di Giuni Russo, A casa di Ida Rubinstein 2011, un cofanetto contenente un CD e un DVD, Uri Caine suona il pianoforte nei brani A mezzanotte e Nell'orror di notte scura.
Nell'aprile del 2011 realizza un CD per la rivista Musica Jazz intitolato Meshuggeh.

## Stile
Il jazz di Uri Caine è particolare: una miscela di musica ebraica, classica ed elettronica supportate da uno stile molto creativo.

## Discografia
- Sphere Music (1992)
- Toys (1995)
- Wagner e Venezia (1997) Winter & Winter
- Blue Wail (1997)
- Nigunim  (1998)
- Urlicht/Primal Light  (1998)
- Keter (1999)
- Blue Wail  (1999)
- Sidewalks Of New York: Tin Pan Alley  (1999)
- Gustav Mahler In Toblach: I Went Out This Morning Over The Countryside (1999)
- Goldberg Variations  (2000)
- Bedrock (2002)
- Solitaire (2002)
- Bedrock 3  (2002)
- Rio  (2002)
- Diabelli Variations (Ludwig Van Beethoven)  (2003)
- Gustav Mahler: Dark Flame  (2004)
- Live At The Village Vanguard  (2004)
- Shelf Life (2005)
- Moloch - Book Of Angels Volume 6  (2006)
- Things (con Paolo Fresu) (2006)
- Plays Mozart  (2007)
- Classical Variations (2007)
- The Othello Syndrome (2008)
- Secrets (2009)
- Bedrock - Plastic Temptation (2009)
- Think (con Paolo Fresu e Alborada String Quartet) (2009)
- Twelve Caprices with Arditti String Quartet (2010)
- Meshuggeh (2010)
- Siren (2011)
- Antonio Vivaldi: The Four Seasons with Forma Antiqva (2012)
- Sonicboom (2012)
- Rhapsody In Blue (2013)
- Callithump (2014)